# Aeroportul Aseki
Aeroportul Aseki (IATA: AEK, ICAO: AYAX) este un aeroport din Morobe Province⁠(d), Papua Noua Guinee.
aeroportul dispune de o singură pistă.